# Jan Kućmierz
Jan Jakub  Kućmierz (ur. 28 lipca 1939 roku w Sułoszowej, zm. 5 lipca 2023) – polski fitopatolog i mykolog. 

## Życiorys
Po ukończeniu Liceum w Krzeszowicach podjął studia na Wydziale Geograficzno-Biologicznym Wyższej Szkoły Pedagogicznej w Krakowie. Ukończył je w 1963. W 1970 na podstawie rozprawy doktorskiej „Grzyby pasożytnicze w zbiorowiskach roślinnych Ojcowskiego Parku Narodowego” Rada Naukowa Instytutu Biologii Stosowanej WSR nadała mu stopień doktora nauk przyrodniczych. W 1978 na podstawie dorobku naukowego i rozprawy habilitacyjnej „Studia nad grzybami fitopatogenicznymi z Pienin” Rada Wydziału Biologii i Nauk o Ziemi Uniwersytetu Jagiellońskiego nadała mu stopień doktora habilitowanego w zakresie mykologii. Tytuł naukowy profesora nadzwyczajnego nauk rolniczych otrzymał w 1987, a tytuł naukowy profesora zwyczajnego – w 1992. Profesor Katedry Ochrony Roślin Akademii Rolniczej w Krakowie.
W latach 1996–1999 pełnił funkcję dziekana Wydziału Ogrodniczego Akademii Rolniczej w Krakowie. Był członkiem Komitetu Ochrony Roślin PAN. Odznaczony Krzyżem Kawalerskim Orderu 
Odrodzenia Polski, Złotym Krzyżem Zasługi, Medalem Komisji Edukacji Narodowej. Pochowany został 10 lipca 2023 na Cmentarzu Batowickim w Krakowie.

## Wybrane publikacje
- Materiały do flory grzybów pasożytniczych Polski (1967)
- Zwalczanie zarazy ziemniaczanej (Phytophthora infestans de Bay) na pomidorach (1973, współautor)
- Zwalczanie zarazy ziemniaczanej (Phytophthora infestans) Mont. (de By) na ziemniakach (1973, współautor)
- Ochrona ziemniaków przed rizoktoniozą (Rhizoctonia solani Kûhn.) (1975)
- Studia nad grzybami fitopatogenicznymi z Pienin, „Zeszyty Naukowe Akademii Rolniczej w Krakowie, Rozprawy”, 52, 1977, s. 3–142.[6]
- Fitopatologia (1986)
- Ochrona roślin ogrodniczych (1993, współautor)